# Tchu-s’
Domorodý úřad tchu-s’ (čínsky pchin-jinem tǔsī, znaky 土司, doslova „domorodý úřad“) bylo v Číně od 13. století obecné označení autonomních území nečínských kmenů v jihozápadní Číně na úrovni prefektury, kraje nebo okresu. První zřídila říše Jüan, systematicky je na domorodých územích zaváděla vláda říše Ming, přetrvaly i za Čchingů.

## Historie
Tchu-s’, domorodý úřad, se poprvé objevilo v říši Jüan jako označení pro samosprávná území domorodých kmenů jihozápadní Číny na úrovni prefektury, kraje nebo okresu. Zatímco v jüanském období existovaly jen ojediněle, vláda říše Ming úřady tchu-s’ zřizovala systematicky. Zavedla je ve velkých částech provincií S’-čchuan a Chu-kuang a zvláště v Kuej-čou a Jün-nanu. Vznikaly takto „domorodé“ prefektury, kraje a okresy, jejichž status vyznačovala předpona tchu (土, „domorodý“) v názvu, pacifikační úřady süan-fu s’ (宣撫司), süan-wej s’ (宣慰司), an-fu s’ (安撫司), případně i úřady čao-tchao s’ (招討司), čang-kuan s’ (長官司).
Domorodé úřady byly ustanovovány tím, že náčelníci nečínských kmenů obdrželi čínské úřední tituly a odpovídající hodnosti. Méně asimilovaní a významnější náčelníci dostávali tituly vojenské – zpravidla „usmiřující komisař“ v různých variantách, např. süan-fu š’ (宣撫使), süan-wej š’ (宣慰使), an-fu š’ (安撫使) a jiné, ostatní počínaje mingskou dobou dostávali tituly civilní – zpravidla čínské tituly správců prefektur, krajů, nebo okresů s předponou tchu. Náčelníci s čínskými tituly byli souhrnně označováni jako tchu-kuan (土官), domorodí úředníci. Měli za povinnost zachovávat loajalitu k jüanské/mingské/čchingské vládě, klid na svém území, pravidelně odevzdávat tribut, a přispívat vojenskými oddíly k vládním tažením, jinak na svěřeném území vládli podle místních zvyků.
Počínaje 16. stoletím se termíny tchu-s’ a tchu-kuan začaly používat pro různé typy regionů. Tchu-s’ se v čínské administrativní praxi začal používat pro oblasti, jejichž správa se blížila běžným čínským regionům. Jejich obyvatelstvo mělo stejné povinnosti jako Číňané a úřadovala v nich směsice domorodých náčelníků a čínských úředníků podléhajících ministerstvu státní správy. Naopak domorodí úředníci tchu-kuan, vesměs s vojenskými tituly, vedli ty regiony, které si udržely většinu původní autonomie, přičemž podléhali dohledu ministerstva vojenství.
Roku 2015 byly pozůstatky tří domorodých úřadů tchu-s’, v Chaj-lung-tchunu, Lao-s’-čchengu a Tchang-ja, zařazeny mezi světové dědictví UNESCO. Podle čínské agentury Sin-chua byly zapsány jako symbol historických čínských administrativních postupů „spojujících sjednocování země s respektem ke zvykům a způsobu života menšin“.